# マルゴート・ケースマン

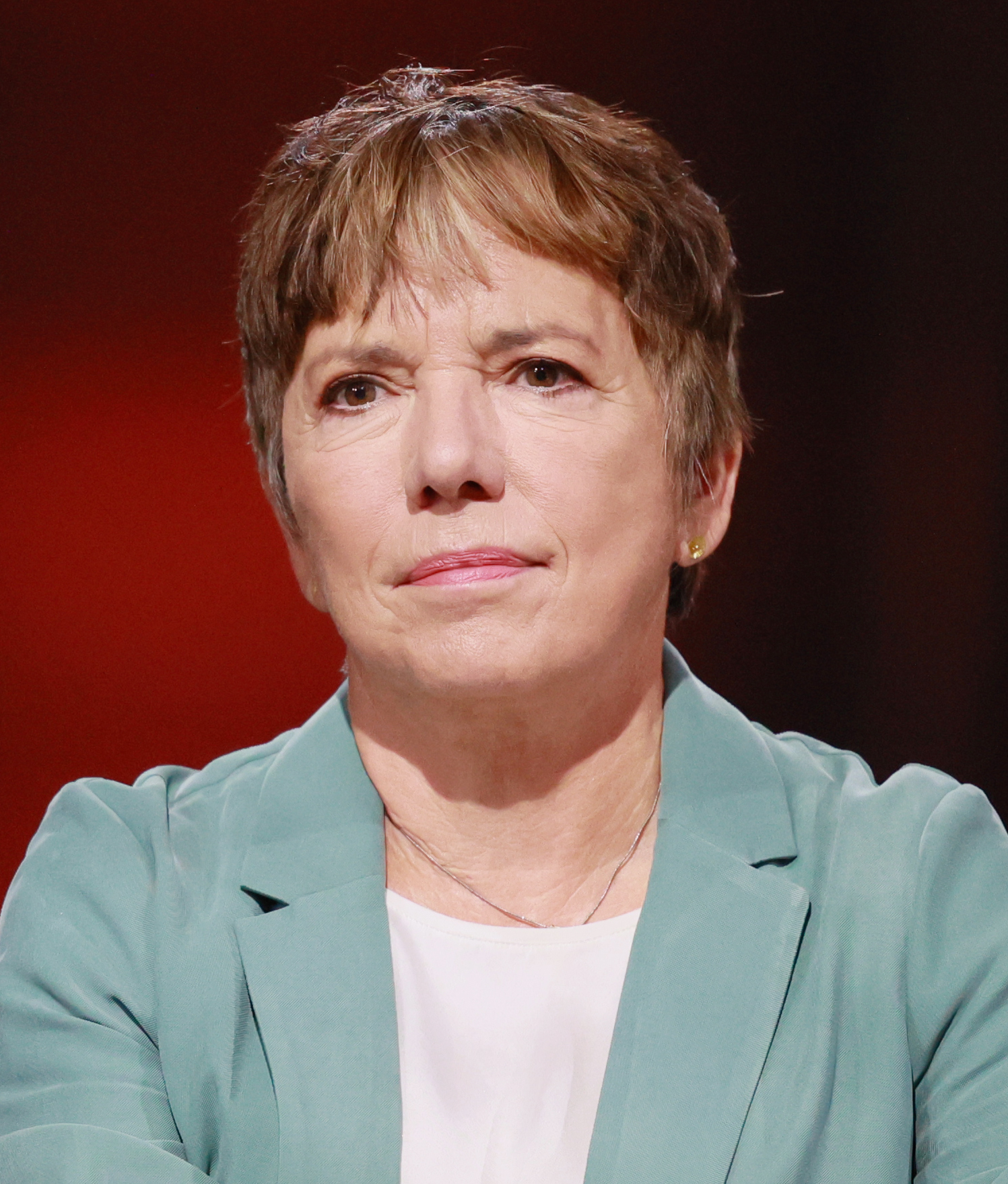
2023年 フランクフルト書籍見本市でのマルゴート・ケースマン

マルゴート・ケースマン（Margot Käßmann [ˈmaʁɡɔt ˈkɛːsman], 旧姓：シュルツェ<Margot Schulze>、1958年6月3日 - ）は、ドイツのルター派神学者である。1999年から2010年2月までハノーファー福音ルター派州教会監督であった。2009年10月から2010年2月までドイツ福音主義教会 (EKD) 常議員会議長の職に就いていた。

## 家族
マールブルク・アン・デア・ラーンに生まれる。1981年にエックハルト・ケースマン牧師と結婚した。夫と共に、彼女はクアヘッセン＝ヴァルデック州教会牧師職に就き、4人の娘の母になったが、2007年に婚姻関係を解消した。ケースマンは一番下の娘と現在ハノーファーに住んでいる。

## 修養経歴
1977年に、マールブルクのエリザベートギムナジウムでアビトゥーア資格を取得後、テュービンゲン大学、エディンバラ大学、ゲッティンゲン大学、マールブルク大学で奨学金を得た上で福音主義神学を学んだ。その間、1978年にアコ（イスラエル、西ガリラヤ地方）で数週間におよぶ考古学的発掘に参加した。

## 教会での職務

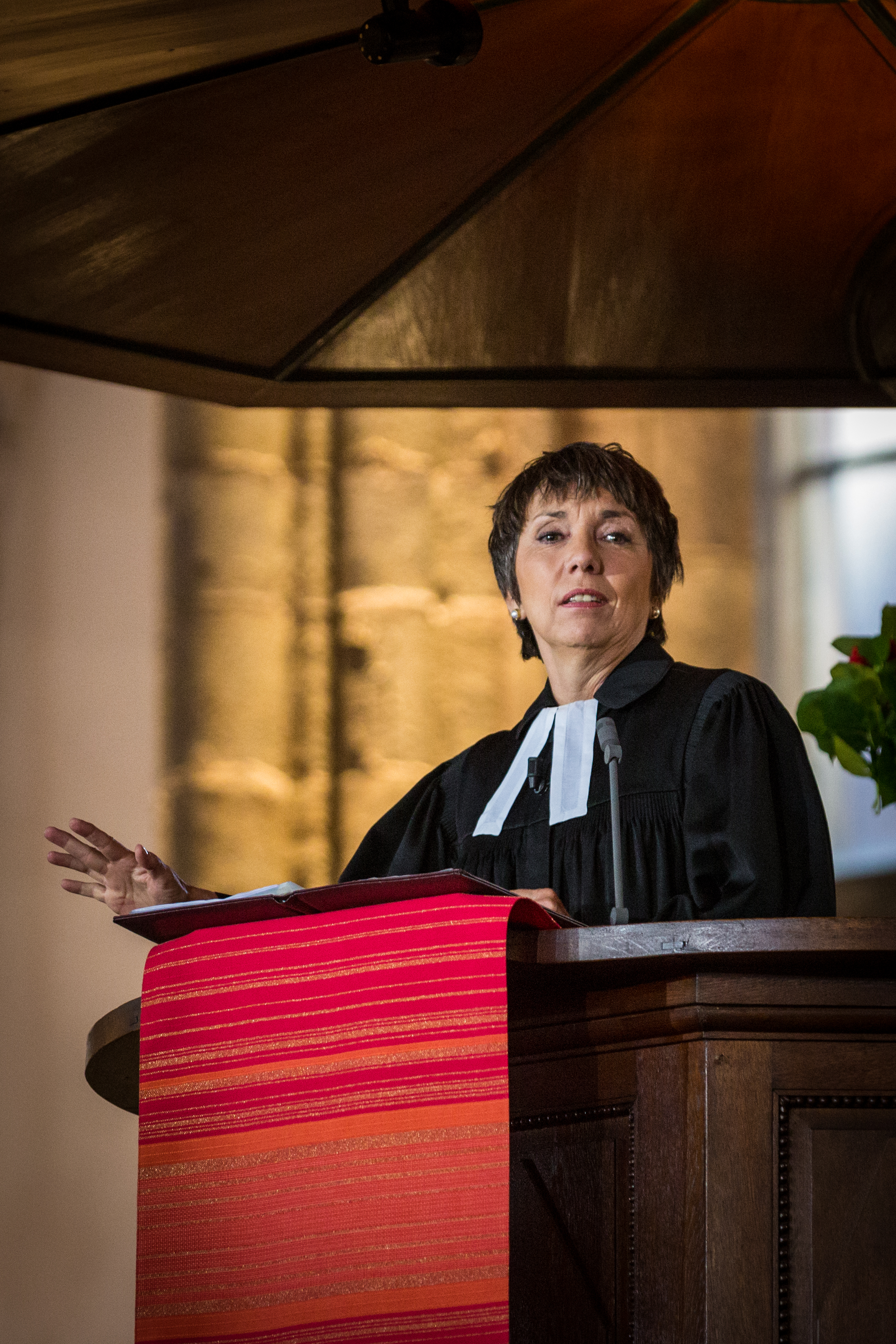
フランス ストラスブールにあるルター派教会の宗教改革記念日
(2015年10月31日)礼拝で説教をするマルゴート・ケースマン

福音主義青年団を代表して、1983年、バンクーバーでの世界教会協議会 (WCC) 総会に出席し、その総会において中央委員会の最年少のメンバーに選ばれた。1983年、カッセル近郊のヴォルフハーゲンで副牧師になった。
1985年、牧師就任式が執り行われた。当時の夫エックハルト・ケースマン牧師と共に、1985年から1990年までシュヴァルム＝エダー教区に属するフリーレンドルフ＝シュピースカッペルにある教会（共同体）牧師を務めた。1989年、ルール大学ボーフムにおいてコンラート・ライザーの下で、「教会の一体性に関する問いかけとしての貧困と富」というテーマで博士号を取得した。
その後1990年、クアヘッセン＝ヴァルデック福音主義教会のおける発展途上国援助奉仕に関する全権委員になった。1992年から1994年まで、ホフガイスマール福音主義アカデミーにおいて学んだ。1991年から1998年まで、世界教会協議会執行委員会のメンバーであった。1994年から1999年まで、EKD大会（キルヒェンターク）事務総長を務めた。1999年、ハノーファー福音ルター派州教会監督に選出された。EKDにおいて、彼女はマリア・イェプセン以来の2人目の女性監督である。
2002年、WCCでのエキュメニズム礼拝に関する問題のため、彼女はWCC中央委員会を離れた。
2009年、10月28日、ヴォルフガング・フーバーの後任としてドイツ福音主義教会常議員会議長に選出された。
2006年にドイツで開催された精神障害者のためのサッカーワールドカップに彼女は顧問として関与した。EKD常議員会議長に女性が初めて選出されたことが、ロシア正教会の神学者たちの批判的反応をよびおこしている。彼らはEKDとロシア正教会の間で1959年から続いている教会間対話の継続に疑問を投げかけている。
2010年2月20日、ハノーファーで乗用車を運転中に赤信号を無視して捕まり、同時に飲酒運転も発覚して直ちに免許停止の措置を受けた。訴追の可能性もある。
2010年2月24日、ケースマンは教会でのすべての役職を辞職した。しかし、ハノーファー福音ルター派教会の牧師職は続けている。
ドイツ福音主義教会(EKD）常議員会議長の職を、議長代理のニコラウス・シュナイダーが職務代行者として暫定的に引き継いでいる。
リューネブルク管区長ハンス＝ヘルマン・ヤンツェンが、ハノーファー福音ルター派教会監督代理に選ばれている。

## 福音主義教会におけるプロフィール

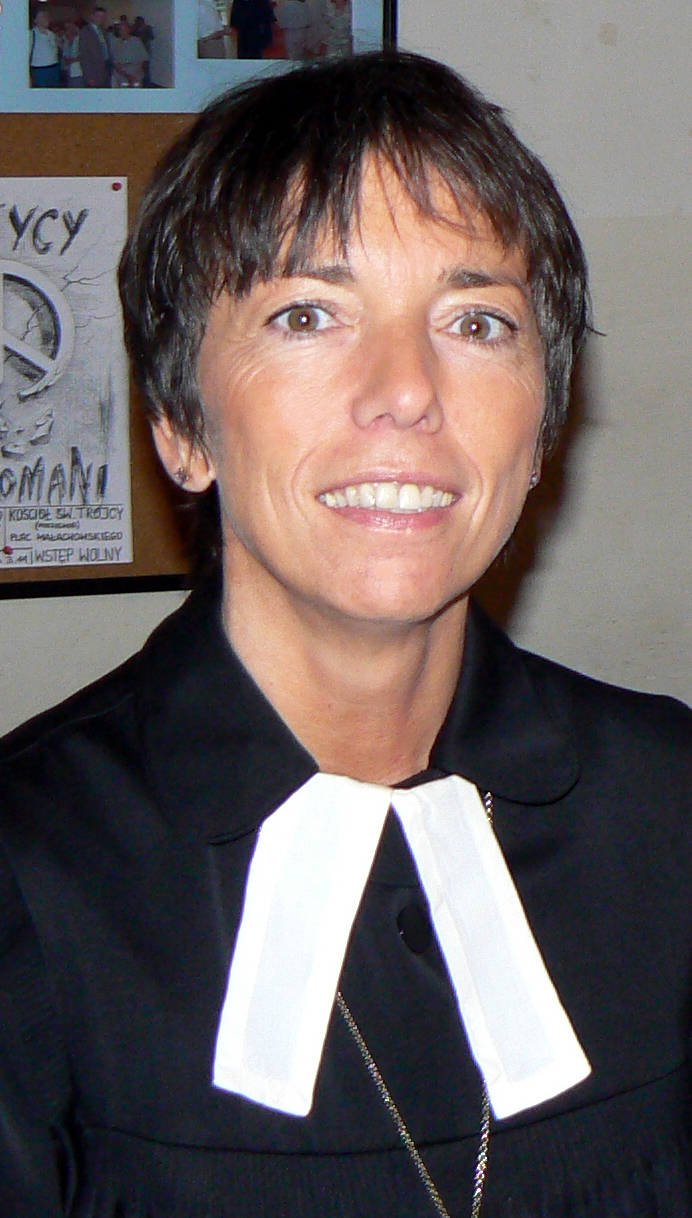
マルゴート・ケースマン

過去10年間において普通に成されていた以上に、福音主義教会においてキリスト教（信仰）のさらなる強調をケースマンは支持している。堅信礼志願者向けの教理解説において、カルト宗教や麻薬の問題が、聖書よりも多く語られていると彼女は見ている。教会行事などにおいて、明瞭な宗教的特色を打ち出すことを彼女は支持している。福音主義教会子供大会会場において、収穫感謝の喜びを歌わせずに、聖書の物語を語らせようとしていると彼女は理解している。今や、子供たちと大人たちは再び祈らなければならない。教会は教会のように見られなければならない。教会は無責任な共同体センターのようになってはいけないと。
さらに、ローマ・カトリック教会の個々の神学的姿勢に対しても、彼女は批判を展開している。特に、同性愛とエイズ蔓延防止を目的としたコンドーム普及に対して、ローマ・カトリック教会が示す性倫理における留保を、彼女は批判している。ローマ・カトリック教会における女性司祭の登用と聖職者独身制の中止も彼女は求めている。
ケースマンにとって、極右思想との闘いも重要である。教会は1933年の時のように現実から逃げてはいけないのである。それゆえ、彼女はドイツ国家民主党 (NPD) の禁止を支持している。